# Michelle Donelan
Michelle Donelan (Whitley, Cheshire; 8 de abril de 1984) es una política británica. Ocupó los puestos de Secretaria de Estado de Universidades, así como brevemente el de Educación, dentro del Gabinete de Gobierno de Boris Johnson. Miembro del Partido Conservador, fue diputada por el distrito de Chippenham desde 2015 hasta 2024.

## Educación y primeros años
Michelle Emma May Elizabeth Donelan nació en abril de 1984 y creció en Whitley (Cheshire). A los quince años intervino en la Conferencia del Partido Conservador en Blackpool en 1999, habiendo decidido ser política a los seis años. Se educó en The County High School (Leftwich), y se licenció en Historia y Política por la Universidad de York.

## Carrera profesional
Antes de las elecciones de 2015, la carrera de Donelan fuera de la política se desarrolló en el ámbito del mercadeo, incluyendo un tiempo de trabajo en la revista Marie Claire y en la World Wrestling Entertainment (WWE). Posteriormente se presentó como candidata al parlamento en las elecciones generales de 2010 en el seguro escaño laborista de Wentworth y Dearne, obteniendo 7 396 votos (17,6%) frente a los 21 316 del diputado laborista John Healey (50,6%). A continuación, fue seleccionada como posible candidata parlamentaria por Chippenham en febrero de 2013. En Wiltshire, la circunscripción incluye las ciudades de mercado de Bradford-on-Avon, Chippenham, Corsham y Melksham, y las zonas rurales circundantes.
Tras su elección en Chippenham, se convirtió en fideicomisaria de Help Victims of Domestic Violence, una organización benéfica con sede en la ciudad, y en miembro del Steering Group of Wiltshire Carers. En 2013 compró su primera casa, en el centro de la ciudad de Chippenham. Derrotó al diputado liberal demócrata Duncan Hames con 26 354 votos (47,6%) frente a 16 278 (29,4%).
En julio de 2015, Donelan fue elegida (por sus compañeros diputados) en el Comité Selecto de Educación, donde pasó a formar parte del Subcomité de Educación, Habilidades y Economía en noviembre de 2015.
Antes del referéndum de 2016, Donelan se oponía a que el Reino Unido abandonara la Unión Europea, pero desde entonces ha votado sistemáticamente en el Parlamento en contra de la pertenencia del Reino Unido a la misma.
En junio de 2017, Donelan fue reelegido como diputado por Chippenham con 31 267 votos (54,7%), una mayoría de 16 630 sobre los 14 637 votos de los liberal-demócratas (25,6%).
Donelan fue nombrada asistente del látigo en 2018 y látigo del gobierno en julio de 2019. En septiembre de 2019, fue nombrada subsecretaria parlamentaria para la infancia para cubrir la baja por maternidad de Kemi Badenoch.
En las elecciones generales de diciembre de 2019, Donelan fue reelegida con 30.994 votos (54,3%), una mayoría de 11 288 sobre los 19 706 votos de los liberales demócratas (34,5%).
En la remodelación del gabinete de febrero de 2020, se convirtió en Secretaria de Estado de Universidades. A partir de mayo de 2020, sus responsabilidades incluían las universidades y la copresidencia de la Junta de Justicia Familiar, que supervisa el funcionamiento del sistema de justicia familiar y es asesorada por el Consejo de Justicia Familiar.
En la remodelación del gabinete de 2021, se mantuvo en su puesto de Secretaria de Estado de Universidades con el derecho añadido de asistir al gabinete. También fue nombrada miembro del Consejo Privado del Reino Unido.
El 5 de julio de 2022, Donelan fue designada como nueva secretaria de Educación del Reino Unido tras la dimisión de tres ministros. El anterior secretario, Nadhim Zahawi, fue elevado a Canciller de la Hacienda, después de la salida de Rishi Sunak. No obstante, tras una cascada de dimisiones en el seno de Downing Street, por la crisis de Gobierno, Boris Johnson anunció su dimisión el jueves 7 de julio, provocando, hasta la designación de un sucesor, una remodelación del gabinete, cesando Donelan en su puesto apenas 48 horas después de ser elegida. Fue sucedida por James Cleverly.

## Vida personal
Donelan está casada con Tom Turner. La empresa de su familia, Stronghold Global, dedicada a las adquisiciones, ha tenido contratos de suministro con el gobierno británico. En diciembre de 2022, Donelan anunció que estaba esperando un bebé y solicitó su baja por maternidad a finales de abril de 2023, dando a luz en julio de ese año.
Donelan se identifica como cristiana.

## Honores
Fue nombrada miembro del Consejo Privado del Reino Unido el 20 de septiembre del 2021, investida a través de un enlace de video en el Castillo de Balmoral.